# 多謝
| ウィキペディアには「多謝」という見出しの百科事典記事はありません（タイトルに「多謝」を含むページの一覧/「多謝」で始まるページの一覧）。 代わりにウィクショナリーのページ「多謝」が役に立つかもしれません。 |